# Michel Tirabosco
Pour les articles homonymes, voir Tirabosco.
Michel Tirabosco, né en 1968 à Rome, est un musicien concertiste suisse, joueur de flûte de Pan.

## Biographie
Atteint d'une malformation congénitale, Michel Tirabosco naît avec deux bras atrophiés. Durant son enfance il s'évade dans la musique et décide d'apprendre à jouer. À l'âge de sept ans, il choisit la flûte de Pan, un instrument qu'il trouve adapté à sa morphologie.
Il entre au Conservatoire de Musique de Genève à l'âge de 12 ans et étudie dans la classe d'un professeur de flûte traversière qui accepte de l'accueillir. Il est le premier élève à obtenir un certificat de flûte traversière à la flûte de Pan. Il poursuit ses études supérieures de musique au Conservatoire Supérieur de Genève, où il obtient un diplôme de Culture musicale ainsi que le prix du Conseil d'Etat. 
Le musicien, qui donne des concerts depuis son adolescence, se produit assez vite sur la scène internationale. Il donne aujourd'hui une centaine de concerts par an,.
Tirabosco, dont le 15e album est édité en 2011, adapte le répertoire classique et moderne à son instrument. Il fait ajouter un 26e tube sur ses flûtes, « pour les besoins de la musique classique » et « afin d'avoir la même tessiture que la flûte traversière ».
Le concertiste est également enseignant au Conservatoire de l’Ouest vaudois.

## Discographie sélective
- Ensemble Kordépan - 2003
- L'Heure Bleue - Michel Tirabosco flûte de pan / Nathalie Chatelain harpe - 2006
- Best of 1 (sélection d'enregistrements), 2008
- Best of 2 (sélection d'enregistrements), 2008
- Best of 3 (sélection d'enregistrements), 2008
- Nomades (réédition de Notes de voyage, 2004-2007) - Michel Tirabosco flûte de pan / Sophie Blanchart guitare et chant - 2010
- Libertés - Michel Tirabosco Trio - 2011
- Printemps - Michel Tirabosco flûte de pan / Denis Federov accordéon / Ensemble baroque Concordia Discors -  2011
- Works for panpipes and orchestra Michel Tirabosco flûte de pan / Orchestre Philharmonique de Volgograd - 2009
- Pulsations - Michel Tirabosco Trio - 2012
- Vol d'été - Trio Bella Terra - 2014

## Vie personnelle
Le musicien a deux frères ; Tom Tirabosco est auteur de bandes dessinées et Ricardo ingénieur agronome. Michel Tirabosco est marié avec une musicienne. Le couple a deux enfants,.